# Во Ван Тхионг
Во Ван Тхионг (13 грудня 1970 , Віньлонг, ДРВ ) — в'єтнамський політичний і партійний діяч, президент В'єтнаму з 2 березня 2023 року по 21 березня 2024 року.
Закінчив Національний університет В'єтнаму в Хошиміні, захистив дисертацію з політичних наук.
У 2007 році став першим секретарем Комуністичного союзу молоді В'єтнаму, у 2011 — членом ЦК Компартії, у 2016 — членом Політбюро.
Обраний президентом на позачерговій сесії Національних зборів СРВ.
У 52 роки став наймолодшим президентом історії В'єтнаму.

## Біографія
Народився 13 грудня 1970 року в провінції Хайзионг, тоді була територією Північного В'єтнаму.
Його сім'я залишила Південь через війну
.
У 1988 році Тхионг вступив на філософський факультет Університету Хошиміна, в 1992 здобув ступінь бакалавра філософії з марксизму-ленінізму, пізніше — ступінь магістра філософії в Університеті соціальних та гуманітарних наук. 18 листопада 1993 року він був прийнятий до Комуністичної партії В'єтнаму.
Тхионг відвідував курси в Національній політичній академії Хо Ши Міна і здобув науковий ступінь з політичної теорії
.
У 1992 році, у рік закінчення університету, Тхионг був обраний заступником секретаря Союзу молоді цього вишу.
У 1993 він став заступником голови Професійного університетського комітету Союзу молоді Хошиміна
,
в жовтні 1996 року був обраний в Постійний комітет Союзу і обіймав посаду голови Професійного університетського комітету
.
29 лютого 2008 року на 5-й конференції Центрального комітету Федерації молоді В'єтнаму Во Ван Тхионг був обраний президентом цієї Федерації
..
18 січня 2011 року на 11-му з'їзді Комуністичної партії В'єтнаму Во Ван Тхионг був обраний повноправним членом Центрального комітету
.
Торішнього серпня того ж року Політбюро призначило його секретарем Партійного комітету провінції Куангнгай
.
27 січня 2016 року його було обрано до Політбюро і стало наймолодшим його членом у віці 45 років
.
30 січня 2021 Тхионг був обраний повноправним членом 13-го ЦК
.
Наступного дня він став членом Політбюро
,
6 лютого — постійним секретарем Секретаріату ЦК
.
2 березня 2023 року Національна асамблея ухвалила резолюцію про обрання Тхионга президентом В'єтнаму під керівництвом генерального секретаря КПВ Нгуєн Фу Чонга.